# Distrikt Secclla
Der Distrikt Secclla liegt in der Provinz Angaraes in der Region Huancavelica im südwestlichen Zentral-Peru. Der Distrikt wurde am 15. April 1955 gegründet. Er besitzt eine Fläche von 163 km². Beim Zensus 2017 wurden 3203 Einwohner gezählt. Im Jahr 1993 lag die Einwohnerzahl bei 2326, im Jahr 2007 bei 3377. Sitz der Distriktverwaltung ist die 3340 m hoch gelegene Ortschaft Secclla mit 575 Einwohnern (Stand 2017). Secclla liegt 26 km ostsüdöstlich der Provinzhauptstadt Lircay.

## Geographische Lage
Der Distrikt Secclla liegt im ariden Andenhochland im zentralen Osten der Provinz Angaraes. Der Río Huarancayoc, rechter Nebenfluss des Río Urubamba, entwässert das Areal nach Nordosten.
Der Distrikt Secclla grenzt im Südwesten an den Distrikt Lircay, im Norden an den Distrikt Congalla, im Nordosten an den Distrikt Julcamarca, im Osten an den Distrikt San Antonio de Antaparco sowie im Südosten an den Distrikt Santo Tomás de Pata.

## Ortschaften
Im Distrikt gibt es neben dem Hauptort folgende größere Ortschaften:
- Allarpo (238 Einwohner)
- Ccochatay
- Chillama (233 Einwohner)
- Huaraccopata (334 Einwohner)
- Quihuay Atuna (337 Einwohner)
- Tranca (274 Einwohner)